# 卡普亚亲王恩里科
恩里科（1160年—1172年），是纳瓦拉的玛格丽塔所生的西西里国王古列尔莫一世最小的儿子。根据父亲的遗嘱，他继承了卡普亚亲王的头衔，他的哥哥古列尔莫二世继承了王位。亨利加冕为亲王的时间因他父亲去世（1166年）而推迟。
1168年，有传言说古列尔莫二世被谋杀了，宰相珀尔谢的埃蒂安计划让他的兄弟娶古列尔莫和恩里科的姑妈、从小就被关在帕勒莫的至圣救主堂当修女的科斯坦察公主，以宣称王位。然而事实上，即使古列尔莫二世死了，他的继任者也应该是恩里科而不是科斯坦察。最终，埃蒂安被迫逃离。
恩里科陪伴年轻的古列尔莫二世去塔兰托迎接他的希腊新娘，他们计划经过卡普亚返回，恩里科将在那里受封亲王国，但在离卡普亚不远的地方，亨利发高烧倒下了。他被紧急送到萨莱诺，然后到帕勒莫，但在一个月内就去世了。据传说，他在临终前与苏格兰国王马尔科姆四世的女儿订婚，但这是错误的。马尔科姆没有孩子。他最初被埋葬在抹大拉的圣玛丽教堂，但被他的兄弟搬到他大部分家人的最后安息之地蒙雷阿莱。
恩里科的死使科斯坦察成为唯一合法的王位继承人。尽管如此，她仍然被关在修道院里直到1184年。

## 资料
- Falcando, Ugo. Loud, Graham A.; Wiedemann, Thomas , 编. . Manchester University Press. 1998.
- Alio, Jacqueline. Margaret, Queen of Sicily. Trinacria: New York, 2017.
- Norwich, John Julius. The Kingdom in the Sun 1130-1194. Longman: London, 1970.